# Ken Owen
Kenneth „Ken” Owen (ur. 23 kwietnia 1970 r. w Liverpoolu) – perkusista, współtwórca zespołu grindcore Carcass, który założył wraz z gitarzystą Napalm Death Billem Steerem w 1985 roku.

## Życiorys
Na wczesnych dokonaniach udzielał się także wokalnie. Był również inspiratorem medycznych wątków w warstwie tekstowej.
Po zakończeniu działalności przez Carcass w roku 1995, wraz z Jeffem Walkerem i gitarzystą Carlo Regadasem stworzył projekt Blackstar, przekształcony z czasem w Blackstar Rising. Zespół zawiesił działalność w 1999 roku po tym, jak w lutym Ken Owen doznał w domu krwotoku mózgu.
Muzyk spędził w szpitalu 10 kolejnych miesięcy, powoli wybudzając się ze śpiączki. W marcu 2000 roku został poddany skomplikowanej operacji, która pozwoliłaby mu na ewentualne granie na perkusji. Szpital opuścił w lutym 2001 r.
Wydaje się, że w ostatnim czasie odzyskał w znacznym stopniu sprawność, umożliwiającą granie na perkusji, jednak muzykę tworzy głównie za pomocą programu komputerowego Reason oraz sprzętu Roland V-Drums.
W 2008 roku Owen zagrał gościnnie krótkie solo na perkusji podczas koncertu Carcass na festiwalach: Sweden Rock Festival w Sölvesborgu i Wacken Open Air.